# بریج سیتی (لوئیزیانا)
بریج سیتی (به انگلیسی: Bridge City) شهری در ایالت لوئیزیانا کشور ایالات متحده آمریکا است که جمعیت آن در سرشماری سال ۲۰۱۰ میلادی، ۷٬۷۰۶ نفر بوده‌است.